# Pangio kuhlii
Pangio kuhlii е малка сладководна риба, подобна на змиорка, принадлежаща към семейството Виюнови (Cobitidae).

## Разпространение
Видът произхожда от Индонезия и Малайския полуостров.

## Описание
Това същество, подобно на змия, е много стройно и нощно. В аквариум, Pangio kuhlii може да бъде много спокойно и, когато се стресне, ще се изтърси под орнаментите на резервоара или ще се зарови, ако има фин чакъл или пясъчен субстрат.